# Kouadio-Yves Dabila
Kouadio-Yves Dabila (Kouassi-Datékro, 1º gennaio 1997) è un calciatore ivoriano, difensore svincolato.

## Caratteristiche tecniche
È un difensore centrale abile nell'impostazione del gioco.

## Carriera

### Club
Cresciuto nel settore giovanile del Monaco, il 1º luglio 2017 si trasferisce a parametro zero al Lille, con cui firma un triennale.
In due anni di permanenza nel club non trova molto spazio ed il 15 luglio 2019 viene ceduto in prestito al Cercle Bruges.
Il 17 agosto 2020 viene ceduto in prestito al R.E. Mouscron.

### Nazionale
Ha giocato nella nazionale ivoriana Under-23.
Nel 2021 ha giocato 4 partite nei Giochi Olimpici di Tokyo.

## Statistiche

### Presenze e reti nei club
Statistiche aggiornate al 12 novembre 2020.
| Stagione        | Squadra              | Campionato      | Campionato | Campionato | Coppe nazionali | Coppe nazionali | Coppe nazionali | Coppe continentali | Coppe continentali | Coppe continentali | Altre coppe | Altre coppe | Altre coppe | Totale | Totale |
| Stagione        | Squadra              | Comp            | Pres       | Reti       | Comp            | Pres            | Reti            | Comp               | Pres               | Reti               | Comp        | Pres        | Reti        | Pres   | Reti   |
| --------------- | -------------------- | --------------- | ---------- | ---------- | --------------- | --------------- | --------------- | ------------------ | ------------------ | ------------------ | ----------- | ----------- | ----------- | ------ | ------ |
| 2016-2017       | Monaco               | L1              | -          | -          | CF+CdL          | 1+0             | 0               | UCL                | -                  | -                  | -           | -           | -           | 1      | 0      |
| 2017-2018       | Lille                | L1              | 12         | 0          | CF+CdL          | 2+1             | 0               | -                  | -                  | -                  | -           | -           | -           | 15     | 0      |
| 2018-2019       | Lille                | L1              | 12         | 0          | CF+CdL          | 3+1             | 0               | -                  | -                  | -                  | -           | -           | -           | 16     | 0      |
| Totale Lille    | Totale Lille         | Totale Lille    | 24         | 0          |                 | 7               | 0               |                    | -                  | -                  |             | -           | -           | 31     | 0      |
| 2019-2020       | Cercle Bruges        | D1              | 21         | 1          | CB              | 0               | 0               | -                  | -                  | -                  | -           | -           | -           | 21     | 1      |
| 2020-2021       | Royal Excel Mouscron | D1              | 6          | 0          | CB              | 0               | 0               | -                  | -                  | -                  | -           | -           | -           | 6      | 0      |
| Totale carriera | Totale carriera      | Totale carriera | 51         | 1          |                 | 8               | 0               |                    | -                  | -                  |             | -           | -           | 59     | 1      |